# Rhacophorus hongchibaensis
Espèce
Rhacophorus hongchibaensis est une espèce d'amphibiens de la famille des Rhacophoridae.

## Répartition
Cette espèce est endémique de la municipalité de Chongqing en Chine.

## Étymologie
Son nom d'espèce, composé de hongchiba et du suffixe latin -ensis, « qui vit dans, qui habite », lui a été donné en référence au lieu de sa découverte, Hongchiba dans le xian de Wuxi.

## Publication originale
- Li, Liu, Chen, Wu, Murphy, Zhao, Wang & Zhang, 2012 : Molecular phylogeny of treefrogs in the Rhacophorus dugritei species complex (Anura: Rhacophoridae), with descriptions of two new species. Zoological Journal of the Linnean Society, vol. 165, no 1, p. 143-162.